# ヘスティア (小惑星)
ヘスティア (46 Hestia) は暗くて大きい小惑星帯の小惑星。
ヘスティア族最初の小惑星でもある。
ギリシャ神話の炉の女神ヘスティアにちなんで名づけられた。